# 何丽达
何丽达（1922年12月23日—2023年4月22日），出生于北京，本名茅漪，1946年赴美国，1953年进入美国之音工作，同年与美国人Jack Hechler结婚，婚后改名为Rita Hechler，中文名何丽达。1970年代主持《英语900句》节目，在中国产生广泛影响。